# Dimitri (dj)
Dimitri Kneppers (DJ Dimitri) (1967) is een Nederlandse dj en producer die actief is in het house-genre. Hij speelde vooral in de vroege jaren negentig een invloedrijke rol in de Nederlande housescene. Ook produceerde hij platen voor verschillende projecten. Hij was betrokken bij Time Problem (1991) van Alice D. in Wonderland en On A discotrain (1993).
Dimitri is de persoon in kwestie die wordt genoemd in een welbekende quote in enkele hardere stylen tracks. De bekendste is die van Euromasters - Alles naar de klote! waarin de quote "Hé Dimitri, ik heb ook een houseplaatje gemaakt. Je vindt hem vast goed en wil hem vast remixen. Nu moet je eens even luisteren Dimitri!" de opening van de track is.

## Carrière als dj
Dimitri begint met het draaien van muziek als tiener. In de late jaren tachtig raakt hij als een van de eerste Nederlanders betrokken bij de opkomst van house en techno. Hij werkt bij een platenzaak, waar hij hiphop mag importeren. Maar de nieuwe housemuziek die in de late jaren tachtig op Nederland afkomt vindt hij nog interessanter. Als dj bij de Amsterdamse club RoXY speelt hij vanaf 1988 een belangrijke rol in de introductie van de nieuwe muziekstijl in het hoofdstedelijke uitgaansleven. Rond die tijd begint hij een samenwerking met Eric Nouhan. Het tweetal produceert diverse platen. Markante platen die het tweetal maken zijn Time Problem (1991) onder de naam Alice D. in Wonderland en 4U van Given Flowers. In 2005 worden de producties van Kneppers en Nouhan gebundeld op The Best Of Eric Nouhan & Dimitri: Careful Digit. Met Dennis Buné werkt hij als Jaimy & Kenny D. Het duo maakt de singles On A discotrain (1993) en Waitress Of An Open Mind (1994). Ze nemen ook samen met Romy van Ooijen de Wildest EP (1994) op. Halverwege de jaren negentig bereikt Dimitri het hoogtepunt van zijn populariteit. Als eerste Nederlandse dj is hij in de gelegenheid om in New York te draaien. Hij krijgt er ook een residentie in club Twilo. In de late jaren negentig neemt zijn invloed af, al blijft hij actief.
Dimitri kampt echter ook met een hardnekkige drugsverslaving. Hij zit een tijd in een afkickkliniek, maar dat helpt niet. In 2007 besluit hij te stoppen als dj. Door stress en drugsgebruik is hij zijn zin in het draaien kwijtgeraakt. Hij wil een andere invulling van zijn leven en gaat aan de slag in een zorgboerderij.
In 2010 besluit hij om toch weer actief te worden als dj. In 2013 krijgt hij echter gezondheidsproblemen. Door een infectie moet zijn onderbeen worden afgezet, wat hem ook financieel in moeilijkheden brengt. Een benefietavond van club Trouw zorgt echter dat hij zijn huis niet hoeft te verkopen. Wanneer hij is gerevalideerd en een prothese heeft gaat hij weer aan de slag als dj.

## Discografie
Albums
- The Best Of Eric Nouhan & Dimitri: Careful Digit  (2005) (compilatie)

- MusicBrainz: 00f6b2fc-b707-4d52-bdcf-6294ad417e9e